# Tachyspiza butleri
Tachyspiza  butleri (лат.) — вид хищных птиц из семейства ястребиных (Accipitridae). Эндемик Никобарских островов в Бенгальском заливе; номинативный подвид обитает на острове Кар-Никобар (на севере архипелага); подвид T. b. obsoletus обитает на островах Катчал и Каморта (лат. Camorta) (в центральной части архипелага). Обитает в лесистых местностях.